# Seismicitatea României

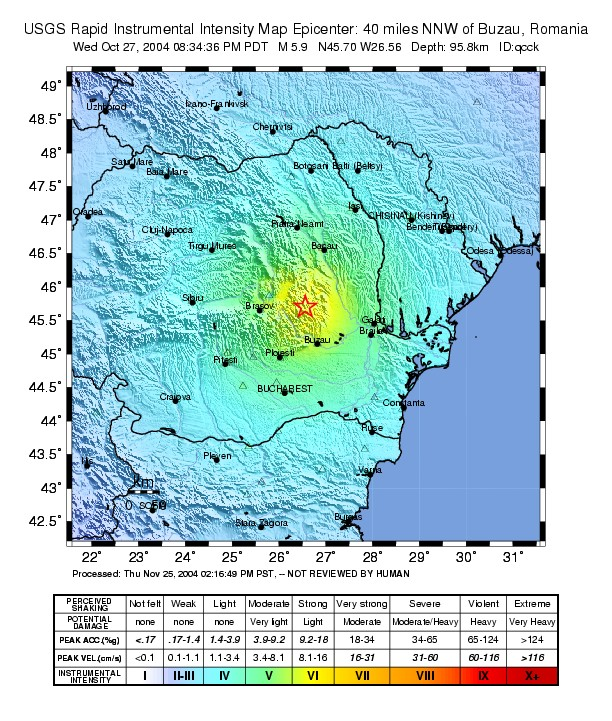
Harta intensității cutremurului din 2004, cel mai puternic din ultimul secol.

În România, au loc frecvent cutremure de pământ. România are un risc seismic major în privința cutremurelor între 6 - 7 grade pe scara Richter. Dintre aceste arii epicentrale, zona seismică Vrancea este cea mai importantă, prin energia cutremurelor produse, extinderea ariei lor de macroseismicitate și caracterul persistent și concentrat al epicentrelor.

### Cutremurul din 1802

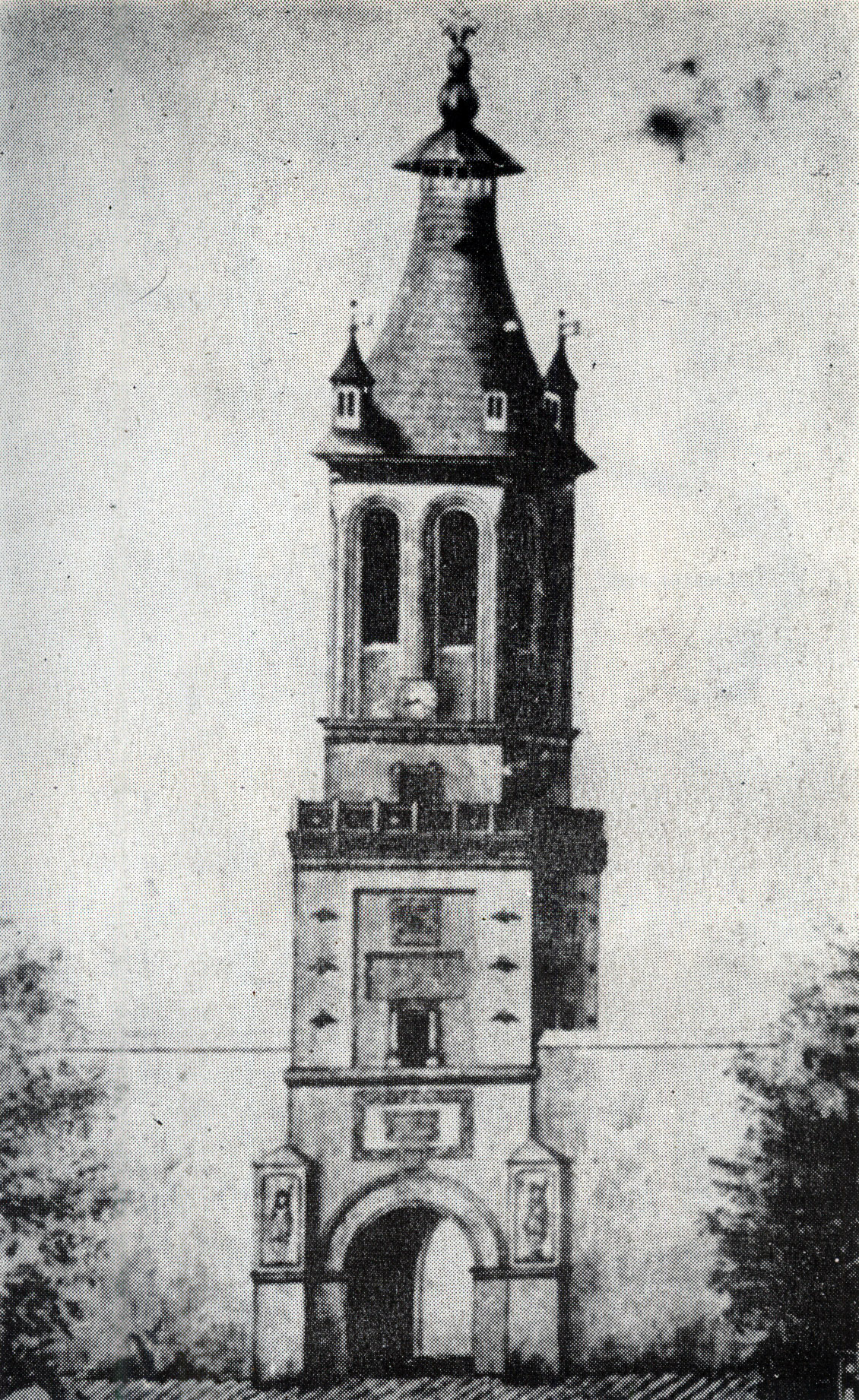
Turnul Colțea

### Cutremurul din 1977

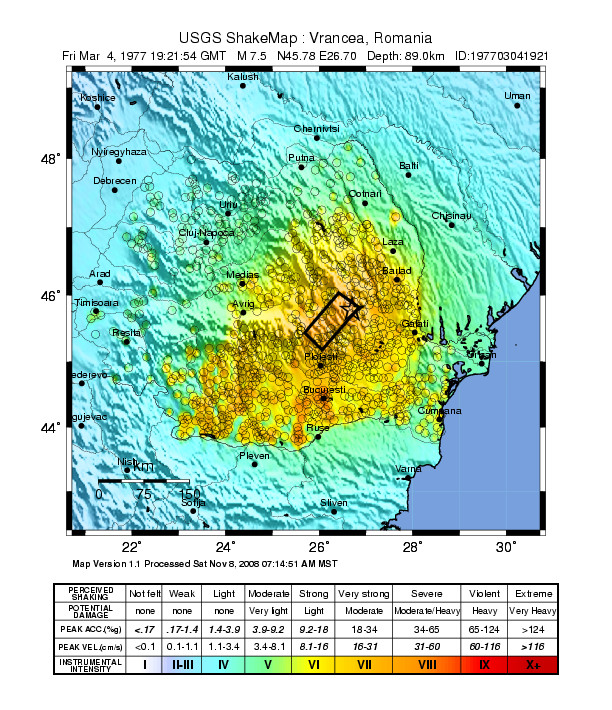
Harta cutremurului din 1977

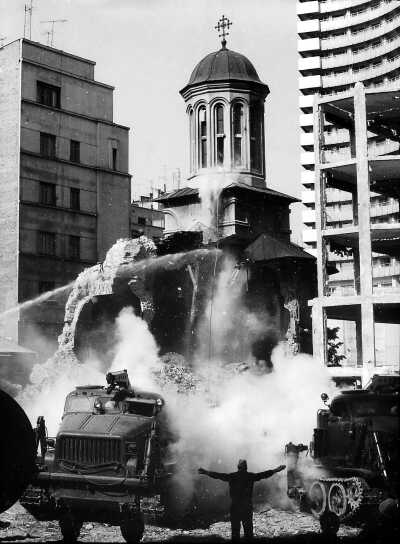
Biserica Enei

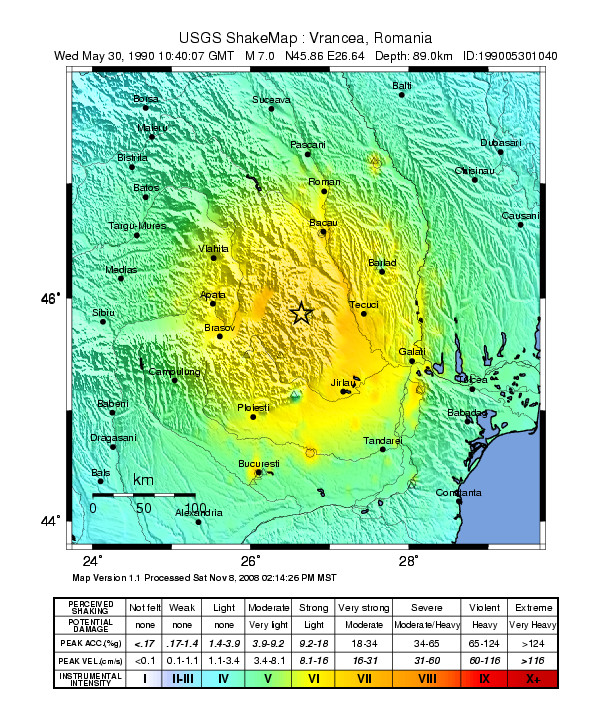
Harta cutremurelor din 1990